# Rolland Guay
Pour les articles homonymes, voir Guay.
Rolland Guay est un réalisateur québécois né à Montréal le 9 septembre 1930 et mort le 14 juin 2025. 
En plus de nombreuses séries culte présentées à la télévision de Radio-Canada, il a réalisé plusieurs émissions jeunesse  comme Sol et Gobelet. Un court extrait de la série  Les Enquêtes Jobidon qu'il réalisait a été employé par Robert Lepage pour Le Moulin à images à l'été 2008.

## Biographie
Rolland Guay meurt le 14 juin 2025 à l'âge de 94 ans.

## Filmographie
- 1957 : Opération-mystère (série télévisée)
- 1962 : Les Enquêtes Jobidon (série télévisée)
- 1967 : D'Iberville (série télévisée)
- 1968 : Picolo (série télévisée)
- 1977 : Jamais deux sans toi (série télévisée)
- 1984 : Le Parc des braves (série télévisée)
- 1985 : Manon (série télévisée)
- 1986 : Des dames de cœur (série télévisée)
- 1987 : L'Héritage (série télévisée)
- 1995 : Sous un ciel variable (série télévisée)

## Anecdotes
Il est le père de Johanne Guay, vice-présidente du Groupe Librex, et de François Guay, violoniste et violoncelliste. Il est aussi l'oncle du musicologue Bertrand Guay et de la compositrice Diane Labrosse.